# 我們是香港人
我們是香港人（英語：We The Hongkongers）是美國的香港人組織，於2020年3月10日成立。

## 背景及概念
在2014年，「Hongkonger」和「Hong Kongese」獲牛津大學出版社列入《牛津英文字典》中，兩詞皆指於香港出生或居住的人。早在1870年，加州《獨立日報》已經使用「Hongkonger」來形容當時被英國殖民管治的香港居民。香港人在英殖洗禮下形成獨特的文化和屬於自己的身份認同，故此即使在1997年香港的主權移交到中國後，她於國際社會中舉足輕重的角色仍然無法被取代。 
在香港近年的社會運動中，本地及海外香港人互相合作照應的重要性顯露無遺。美國的《香港人權及民主法案》幾經多方合作及推動，終於在2019年年底通過列入法例中，展現了自由世界對香港人追求基本人權的支持。
「我們是香港人」希望追隨美國開國元勛的腳步，捍衛香港人的尊嚴和自由。在追求民主自由的道路上，「我們是香港人」認為必須鞏固香港人的身分認同及傳揚香港文化。

## 目標
- 確立並傳承香港人族群的在美國社會的地位及影響力
- 鞏固居美港人對「香港人」身份的自豪感
- 保存及推廣香港獨有的文化和歷史
- 連繫及凝聚所有年齡層的居美港人，從而建立更有歸屬感的共同社會
- 支持所有擁護香港人本土價值及利益的行動
- 爭取國際社會對香港人應有基本人權的支持

## 行動

### 呼籲參與美國人口普查
2020年3月12日，2020年美國人口普查正式展開，「我們是香港人」呼籲所有居住在美國的香港人在人口普查的種族一欄中填上「香港人」身份，總監許穎婷認為答案不但有助美國政府更準確評估香港人這個群體的需要，例如更重視粵語服務，更重要是體現香港人身份認同，有助推動香港人在美國國會的遊說工作。

### 聲援被送中十二港人
2020年8月23日，12名港人在流亡台灣途中遭中共海警擄走並囚禁在深圳鹽田看守所，「我們是香港人」聯同其他在美港人組織於美國各大城市發起集會，要求中共當局立即釋放12名港人。

### 呼籲杯葛北京冬奧會
2021年3月17日，在美中高層戰略對話舉行前夕，「我們是香港人」聯同其他在美藏人及維吾爾人組織於白宮門前召開記者會，要求國務卿布林肯和國家安全顧問蘇利文就香港民主倒退及新疆種族滅絕等人權問題向中共施壓，並呼籲美國杯葛在北京舉辦的2022年冬季奧林匹克運動會。

## 外部連結
- 我們是香港人官方網站（页面存档备份，存于）
- 我們是香港人Facebook專頁（页面存档备份，存于）